# 9106 Yatagarasu
9106 Yatagarasu (1997 AY1) là một tiểu hành tinh vành đai chính được phát hiện ngày 3 tháng 1 năm 1997 bởi Takao Kobayashi ở Ōizumi. Nó được đặt theo tên a Japanese mythological bird yatagarasu.